# 连云港市第三人民医院
连云港市第三人民医院（连云港市妇幼保健院），是中国江苏省的一所医院，为二级医院，位于连云港市新浦区苍梧路10号。

## 规模
连云港市第三人民医院总床位257张，日门诊量120人次。